# Fronteiras planetárias

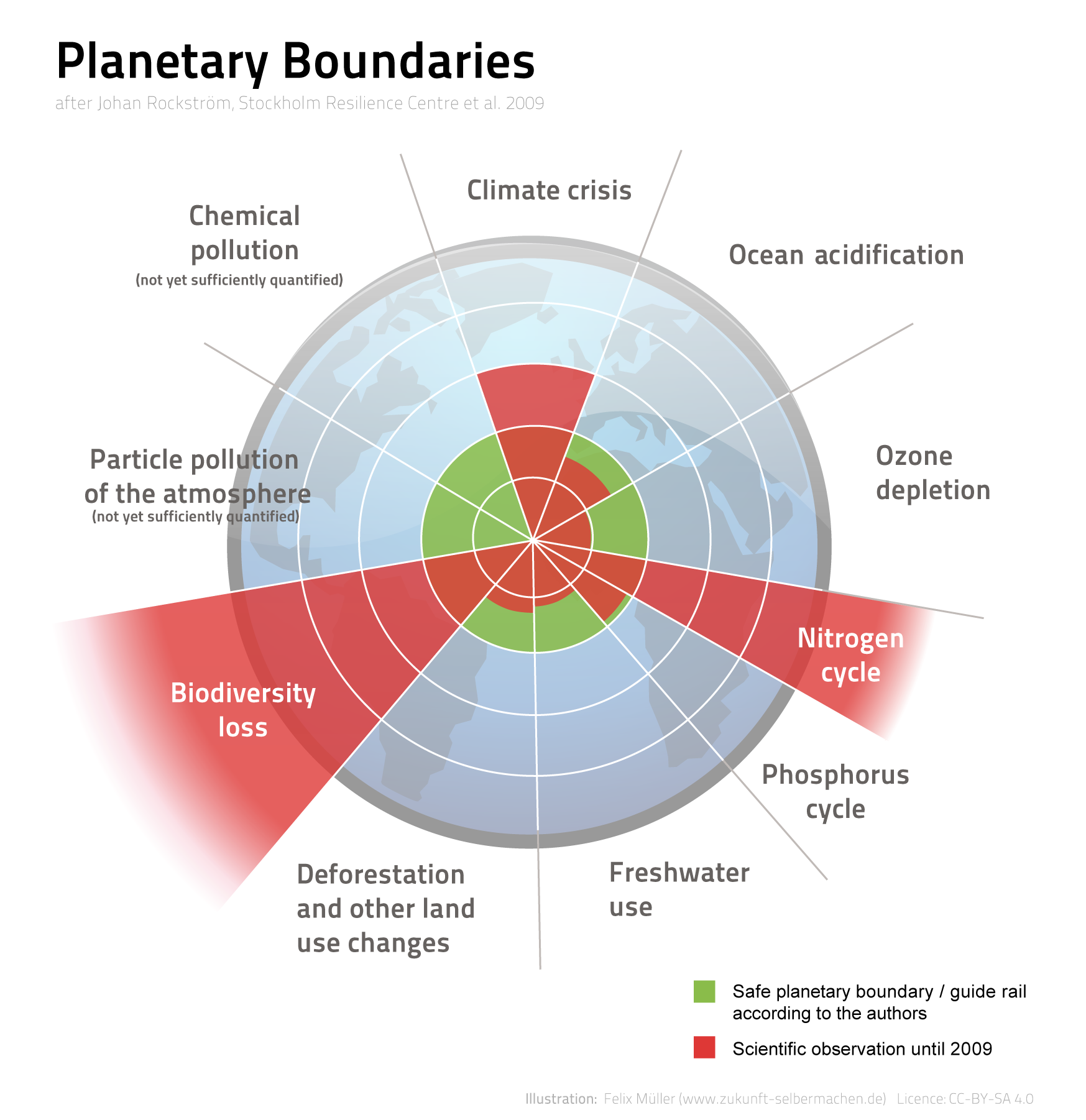
As fronteiras planetárias de acordo com o artigo de Rockström et al. publicado na Nature em 2009. As áreas em vermelho representam uma estimativa do estado atual enquanto o círculo verde define as fronteiras estimadas

Fronteiras planetárias é o conceito central na estrutura do sistema Terra proposto por um grupo de cientistas do sistema Terra e ambientalistas liderado por Johan Rockström do Stockholm Resilience Centre e Will Steffen da Universidade Nacional da Austrália. Em 2009, o grupo propôs para a comunidade internacional, incluindo governos de todos os níveis, organizações internacionais, sociedade civil, comunidade científica e setor privado, um quadro de "fronteiras planetárias" planejado para definir um "espaço operacional seguro para a humanidade", como uma pré-condição para o desenvolvimento sustentável. Este quadro é baseado em pesquisas científicas que indicam que desde a Revolução Industrial, as ações humanas têm se tornado gradualmente o principal condutor da mudança ambiental global. Os cientistas asseveram que uma vez que a atividade humana ultrapassou certos limiares ou pontos de virada, definidos como "fronteiras planetárias", existe um risco de "mudanças abruptas e irreversíveis". Os cientistas identificaram nove processos do sistema Terra que apresentam fronteiras as quais, uma vez que não sejam ultrapassadas, marcam a zona de segurança para o planeta. Contudo, devido à atividade humana, algumas dessas fronteiras perigosas já foram ultrapassadas, enquanto outras estão em risco iminente de ser cruzadas.
Rockström e Steffen, com a colaboração de 26 líderes acadêmicos, incluindo o Prêmio Nobel Paul Crutzen, o cientista climático do Goddard Institute for Space Studies, James Hansen, e o assessor-chefe para mudanças climáticas da chanceler alemã, Hans Joachim Schellnhuber. O grupo identificou nove "sistemas de suporte à vida no planeta" essenciais para a sobrevivência humana e tentou quantificar o quão longe sete desses sistemas já foram levados. Então, eles estimaram até onde é possível chegar antes de nossa própria sobrevivência ser colocada em ameaça; além dessas fronteiras existe um risco de "mudanças abruptas e irreversíveis" que poderiam marcar o fim das condições de habitar a Terra. Estimativas indicam que três dessas fronteiras – mudanças climáticas, perda de biodiversidade e fluxo biogeoquímico – parecem já ter sido cruzadas. As fronteiras são "brutas, apenas as primeiras estimativas, envoltas em grandes incertezas e brechas do conhecimento" que interagem de maneira complexa e não bem compreendida. As fronteiras podem ajudar a identificar onde há lugar e definir um "espaço seguro para o desenvolvimento humano", o que é um progresso nas abordagens que buscam minimizar o impacto da atividade humana sobre o planeta.
A revista Nature também publicou um comentário crítico de líderes acadêmicos convidados para escrever sobre cada uma das sete fronteiras planetárias que foram quantificadas, incluindo comentários do prêmio Nobel Mario J. Molina e do biólogo Cristián Samper.